# Liste der Pfarren im Stadtdekanat 21 (Erzdiözese Wien)
Das Stadtdekanat 21 ist ein Dekanat im Vikariat Wien Stadt der römisch-katholischen Erzdiözese Wien.

## Pfarren mit Kirchengebäuden und Kapellen
| Pfarre                                   | Seelsorgeraum    | Teilgemeinden                                                     | Ink.                    | Seit | Patrozinium                                         | Kirchengebäude und Kapellen | Bild                                             |
| ---------------------------------------- | ---------------- | ----------------------------------------------------------------- | ----------------------- | ---- | --------------------------------------------------- | --- | ------------------------------------------------ |
| Cyrill und Method                        | Floridsdorf-Nord |                                                                   |                         | 1995 | Hll. Cyrill und Method                              | Pfarrkirche Cyrill und Method | Pfarrkirche Cyrill und Method                    |
| Der Weg Jesu (bis 31.12.2023: Leopoldau) |                  | Auferstehung Christi Don Bosco Herz Jesu Heiliges Kreuz Leopoldau |                         | 1489 | 1. Sonntag im Juni (bis 31.12.2023: Maria im Elend) | Leopoldauer Pfarrkirche Maria im Elend Filialkirche Auferstehung Christi, Filialkirche Don Bosco, Heilig-Kreuz-Kirche, Herz-Jesu-Kirche | Leopoldauer Pfarrkirche Maria im Elend           |
| Donaufeld                                |                  |                                                                   | Klosterneuburg (CanReg) | 1914 | Hl. Leopold                                         | Donaufelder Kirche | Donaufelder Kirche                               |
| Floridsdorf                              |                  |                                                                   | Klosterneuburg (CanReg) | 1836 | Hl. Jakob und Hl. Josef                             | Katholische Pfarrkirche Floridsdorf | Pfarrkirche Floridsdorf                          |
| Gartenstadt                              |                  |                                                                   |                         | 1965 | Blut Christi                                        | Pfarrkirche Gartenstadt | Pfarrkirche Gartenstadt                          |
| Großjedlersdorf                          |                  |                                                                   |                         | 1783 | Hl. Karl Borromäus                                  | Pfarrkirche Großjedlersdorf Seelsorgestation St. Michael                                                                                | Pfarrkirche Großjedlersdorf                      |
| Jedlesee                                 |                  |                                                                   |                         | 1790 | Maria Loretto                                       | Maria-Loretto-Kirche Jedlesee Kapelle im Seniorenhaus St. Martin der Caritas                                                            | Maria-Loretto-Kirche Jedlesee                    |
| Maria Himmelfahrt (Nordrandsiedlung)     |                  |                                                                   |                         | 1979 | Mariä Himmelfahrt                                   | Maria-Himmelfahrt-Kirche in der Nordrandsiedlung                                                                                        | Maria-Himmelfahrt-Kirche in der Nordrandsiedlung |
| Schwarzlackenau                          |                  |                                                                   |                         | 1946 | Hl. Antonius von Padua                              | St.-Antonius-von-Padua-Kirche | St.-Antonius-von-Padua-Kirche                    |
| St. Markus                               |                  |                                                                   |                         | 1983 | Hl. Markus                                          | Markuskirche Marco-Polo-Platz Seelsorgestation St. Josef der Arbeiter                                                                   | St-Markus-Kirche                                 |
| Stammersdorf                             | Floridsdorf-Nord |                                                                   | Schottenstift (OSB)     | 1541 | Hl. Nikolaus                                        | Pfarrkirche Stammersdorf | Stammersdorfer Pfarrkirche                       |
| Strebersdorf                             | Floridsdorf-Nord |                                                                   |                         | 1939 | Maria Königin                                       | Pfarrkirche Maria Königin Kirche Maria Immaculata der Schulbrüder (Alte Pfarrkirche Strebersdorf)                                       |                                                  |

Zur ehemaligen Pfarre Auferstehung Christi (1979–2023) siehe Filialkirche Auferstehung Christi.

Zur ehemaligen Pfarre Don Bosco (1984–2023) siehe Filialkirche Don Bosco.

Zur ehemaligen Pfarre Heiliges Kreuz (1979–2023) siehe Heilig-Kreuz-Kirche.

Zur ehemaligen Pfarre Herz Jesu (1940–2023) siehe Herz-Jesu-Kirche.

## Stadtdekanat 21
Das Stadtdekanat umfasst 16 Pfarren im 21. Wiener Gemeindebezirk Floridsdorf mit rund 68.000 Katholiken.
Diözesaner Entwicklungsprozess
Am 29. November 2015 wurden für alle Pfarren der Erzdiözese Wien Entwicklungsräume definiert. Die Pfarren sollen in den Entwicklungsräumen stärker zusammenarbeiten, Pfarrverbände oder Seelsorgeräume bilden. Am Ende des Prozesses sollen aus den Entwicklungsräumen neue Pfarren entstehen. Im Stadtdekanat 21 wurden folgende Entwicklungsräume festgelegt:
- Donaufeld und Floridsdorf
- Gartenstadt, Jedlesee und Schwarzlackenau
- Auferstehung Christi, Don Bosco, Heiliges Kreuz (Großfeldsiedlung), Herz Jesu und Leopoldau (seit 1. Jänner 2024 Pfarre Der Weg Jesu)
- Großjedlersdorf, Maria Himmelfahrt (Nordrandsiedlung) und St. Markus
- Cyrill und Method, Stammerdorf und Strebersdorf

Die Kirche St. Raphael in Wien 21, Siemensstraße 26, wurde mit 4. August 2009 profaniert und ist kein römisch-katholisches Gotteshaus mehr.

## Dechanten
- ?– 2020 Nicolas Coolen
- seit 2020 Franz Schuster, Pfarrer in Strebersdorf[4]